# Sint-Pieter en Sint-Catharinakerk

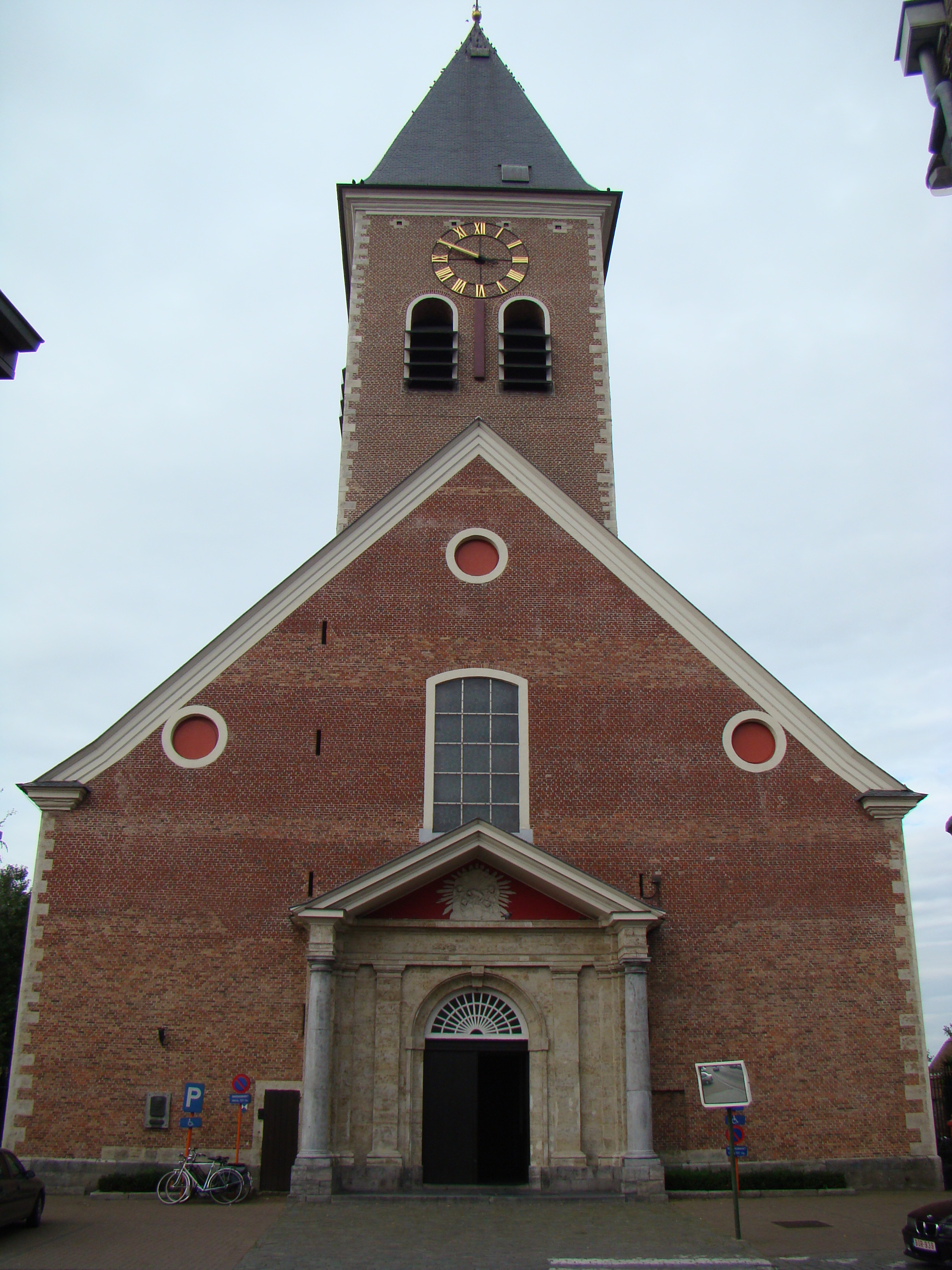
Sint-Pieter en Sint-Catharinakerk

De Sint-Pieter en Sint-Catharinakerk is de parochiekerk van de tot de West-Vlaamse gemeente Dentergem behorende plaats Wakken, gelegen aan de Wapenplaats.

## Geschiedenis
Reeds in 791 werd melding gemaakt van een parochie Wakken. Het patronaatsrecht behoorde in elk geval na omstreeks 850 tot de Sint-Pietersabdij te Gent. Hier verrees een romaans kerkgebouw met achtkante toren. Deze kerk liep schade op vooral door Franse troepen (1590 en 1695-1696). Daarna brak een periode van rust aan, maar de kerk raakte niettemin in verval. In de 18e eeuw werden allerlei herstellingen uitgevoerd maar er dreigde instortingsgevaar van de toren. Vanaf 1788 werd de kerk gesloopt en in 1790 begon de bouw van een nieuwe kerk naar ontwerp van Joachim Colin.
Veel kerkmeubilair werd in de 19e eeuw geschonken door de graven van het geslacht Van Maldeghem. Tijdens de Eerste Wereldoorlog werd de kerk licht beschadigd, maar op 26 mei 1940 leed de kerk ernstige schade door beschietingen. In 1942 werd de kerk hersteld.

## Gebouw
Het betreft een laatclassicistisch kerkgebouw van 1790-1794, gebouwd in rode baksteen. Boven het ingangsportaal bevindt zich een lage, vierkante toren, gedekt met tentdak. Het kerkmeubilair is voornamelijk 19e-eeuws. De kerk wordt omringd door een kerkhof.